# 三浦マホロバ温泉
三浦マホロバ温泉（みうらまほろばおんせん）は、神奈川県三浦市（旧相模国）ホテル内にある温泉。ホテルの名前はマホロバ・マインズ三浦。

## 温泉泉質・効能
温泉泉質
- 塩化物泉
- 36.2度のナトリウム塩化物強塩温泉（高張性・中性・低温泉）

温泉効能
- アトピー性皮膚炎・うちみ・くじき・慢性消化器病・痔疾・冷え性・病後回復期・疲労回復・健康増進・切り傷・火傷・慢性皮膚病・慢性婦人病

## 温泉街
三浦海岸付近に当ホテルは存在する。

## 歴史
1992年（平成4年）6月、会員制ホテル・マホロバマインズ三浦の開業に伴い、1,500m のボーリングを行って温泉を掘り当てた。

## アクセス
鉄道三浦海岸駅（京急久里浜線）より徒歩約7分。
車横浜横須賀道路佐原インターチェンジ約15分。
バス三浦海岸駅からホテルまで無料送迎バスで約5分。